# Ballantine’s

Das Logo von Ballantine’s

Ballantine’s ist der Markenname von Blended Scotch Whiskys, hergestellt von Chivas Brothers Ltd., UK. In Deutschland wird Ballantine’s seit 2005 von der Pernod Ricard Deutschland GmbH vertrieben.

## Geschichte

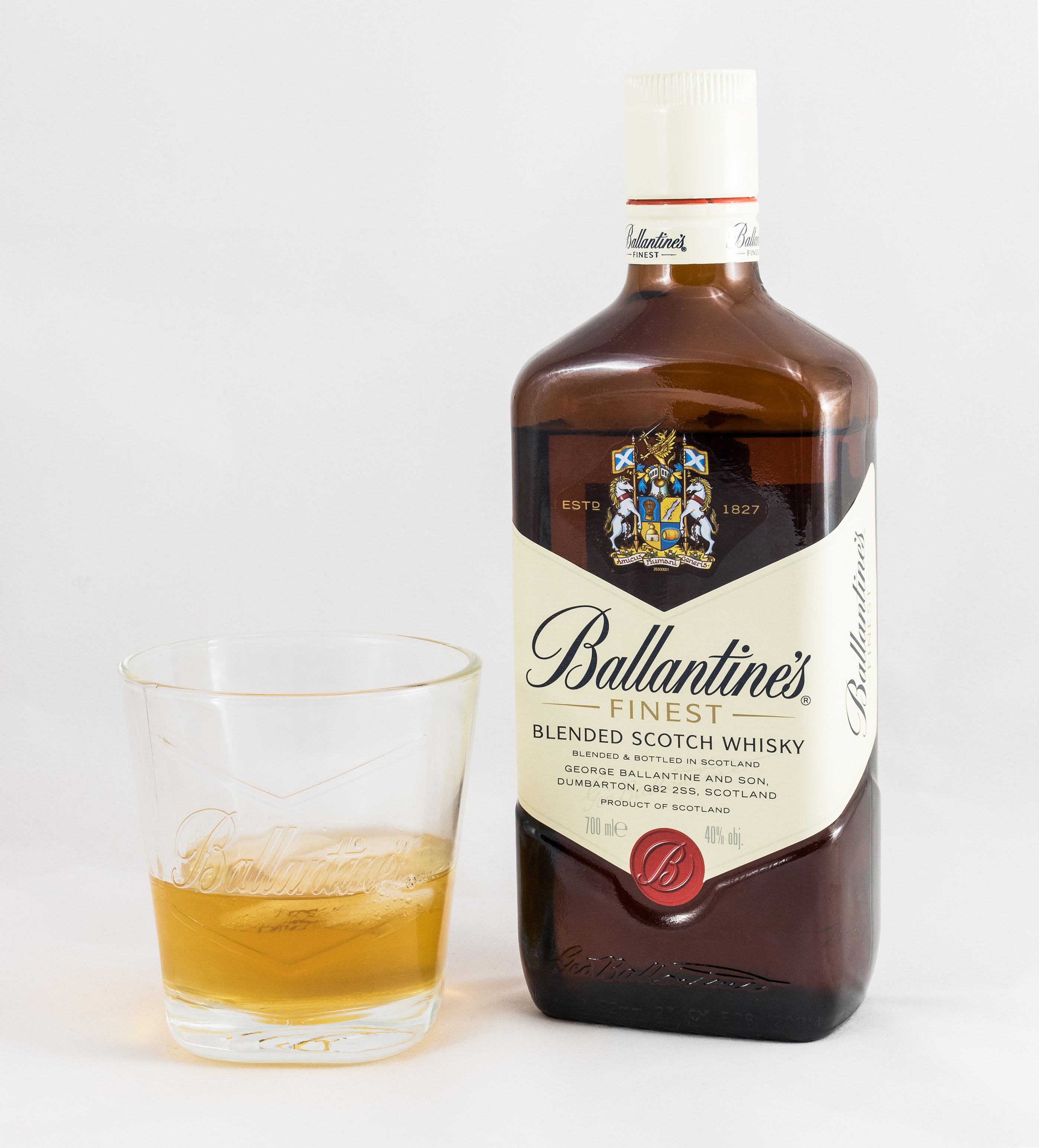

1827 eröffnete George Ballantine bereits mit 19 Jahren in Edinburgh einen Lebensmittelladen mit angeschlossener Wein- und Spirituosenhandlung, nachdem 1823 ein entsprechendes Gesetz das private Brennen von Scotch Whisky erlaubt und damit den Handel eröffnet hatte. Ballantine verlegte sein Geschäft im Jahre 1837 in die prestigeträchtige Gegend von South Bridge nahe der Princes Street von Edinburgh. Dort experimentierte er mit dem Mischen von Malt- und Grain-Whiskys verschiedenen Alters aus unterschiedlichen Destillerien, um ein etwas leichteres, verfeinertes Produkt zu erhalten. Seine Experimente beim Verschnitt verschiedener Whisky-Sorten mündeten schließlich in einem gleichbleibenden Blended Scotch-Whisky-Charakter.
Die Auswirkungen des Reifeprozesses auf den Whisky und die Bedeutung der Fasswahl bei der ersten Füllung waren entscheidende Faktoren bei der Etablierung von Blended Scotch. Ab 1881 exportierte das Unternehmen George Ballantine & Son Ltd. den gleichnamigen Blended Whisky weltweit.
Nach seinem Tod im Jahre 1891 führten Georges Söhne sein Werk fort und erhielten als höchste Auszeichnung die Ernennung zum Hoflieferanten (Royal Warrant) der Königin Victoria. So wurde Ballantine’s später auch zum offiziellen Lieferanten ihres Sohnes, Eduard VII. (Wine Merchants to His Majesty King Edward). Das Ansehen von Ballantine’s erreichte 1987 seinen Höhepunkt in der Zuerkennung eines Wappens durch den Lord Lyon King of Arms von Schottland.
Der Durchbruch von Ballantine’s als Scotch Whisky-Marke erfolgte im Rahmen der Übernahme des Spirituosenkonzerns Hiram Walker Gooderham & Worts im Jahr 1937. Ein Jahr später kam das noch heute auf jeder Flasche zu findende Wappen des Hauses Ballantine hinzu – die schottische Flagge, gepaart mit den vier wichtigsten Bestandteilen zur Herstellung von Scotch Whisky: Gerste, Wasser, Pot Still-Brennblasen und Eichenfässer.
Mit den Sorten Ballantine’s Finest, Ballantine’s 12 Year Old und Ballantine’s Pure Malt erzielt Ballantine’s heute einen Gesamtabsatz von über 50 Mio. Liter (2012) und gilt als eine der bekanntesten Scotch-Whisky-Marken der Welt.

## Blending
Verantwortlich für die Qualität des Ballantine’s-Sortiments sind die Master-Blender, von denen es in der 180-jährigen Geschichte der schottischen Whisky-Marke erst fünf gab. Ihre Aufgabe besteht darin sicherzustellen, dass der Charakter eines Ballantine’s einem gleichbleibenden Qualitätsstandard entspricht. Das Mischverhältnis der einzelnen Whiskys, die in die Blends von Ballantine’s einfließen, ist ein Firmengeheimnis.
Für die Herstellung von Ballantine’s werden  50 verschiedene Malts und  4 Grain Whiskys aus vier Whiskyregionen Schottlands – den Islands, den Highlands, Speyside und den Lowlands – ausgewählt. Die drei predominanten  Single Malts kommen aus den Brennereien Glenburgie,  Miltonduff und Glentauchers, wie Pernod Ricard 2017 bekannt gab.

### Ballantine’s Finest
Ballantine’s Finest ist im Niedrigpreissegment angesiedelt. Zur Gewährleistung eines gleichbleibenden, satten Farbtons wird diesem Whisky der Farbstoff Zuckerkulör zugesetzt.

## Trivia
In der ersten Folge der Fernsehserie von 1963 Die fünfte Kolonne schenkt sich eine Hauptdarstellerin Ballantine’s ein.